# Al-Mústadi (abbàssida)
Abu-Muhàmmad al-Hàssan al-Mústadi bi-amr-Al·lah (àrab: أبو محمد الحسن المستضئ بأمر الله, Abū Muḥammad al-Ḥasan al-Mustaḍiʾ bi-amr Allāh), més conegut per la primera part del seu làqab com a al-Mústadi (Bagdad, 23 de març de 1142- 27 o 30 de març de 1180) fou califa abbàssida de Bagdad (1170-1180).
Era fill del califa al-Mústanjid (1160-1170) i d'una esclava armènia anomenada Ghadda. Va succeir al seu pare quan aquest va morir assassinat pels cortesans el 20 de desembre de 1170. Un dels assassins, Adud-ad-Din, va ser nomenat visir. El setembre del 1171 fou reconegut a Egipte fins aleshores en mans dels fatimites. Els assassins del seu pare aviat es van enfrontar, i Adud-ad-Din fou revocat (1171/1172) a petició de l'emir Kaymaz. El 1173/1174 va esclatar la guerra entre el califat i l'emir del Khuzestan, Ibn Xanka. El pare d'al-Mústadi ja havia estat en guerra el 1166/1167 contra l'emir turc del Khuzestan Shumla, del qual Ibn Xanka era nebot. Ibn Xanka fou derrotat ràpidament, fet presoner i executat. El maig del 1175 l'emir Kaymaz va voler arrestar el tresorer Zahir al-Din ibn al-Attar i aquest es va refugiar amb el califa. Kaymaz va assetjar el palau i al-Mústadi va fer una crida al poble perquè anés en el seu ajut. La casa de Kaymaz fou saquejada i ell mateix va haver de fugir i morí al cap de poc. Adud al-Din va ser restablert com a visir. Al-Mústadi va morir havent regnat sense governar. El va succeir el seu fill an-Nàssir.